# Michajlovsk (Oblast' di Sverdlovsk)
Michajlovsk è una città della Russia estremo orientale (Oblast' di Sverdlovsk), situata sulle sponde del bacino omonimo, formato nel 1806 con le acque dei fiumi Serga, Demid e Kuba, 163 km a sudovest del capoluogo Ekaterinburg; dal punto di vista amministrativo, dipende dal distretto di Nižnie Sergi.

## Società

### Evoluzione demografica
Fonte: mojgorod.ru
- 1959: 10.600
- 1979: 12.900
- 1989: 12.900
- 2007: 9.800